# Kabul, Israel
Kabul (hebreiska: כבול) är en ort i Israel.   Den ligger i distriktet Norra distriktet, i den norra delen av landet. Kabul ligger 92 meter över havet och antalet invånare är 9 497.
Terrängen runt Kabul är kuperad österut, men västerut är den platt.Runt Kabul är det ganska tätbefolkat, med 90 invånare per kvadratkilometer. Närmaste större samhälle är Karmi'el, 10,2 km nordost om Kabul. Trakten runt Kabul består till största delen av jordbruksmark.